# Nastasen
Nastasen est un roi de Koush ayant régné de 335 à 315/310 avant notre ère. Selon une stèle découverte à Dongola, sa mère est la reine Pelkha et son père est peut-être le roi Harsiotef. Son successeur est possiblement Aryamani, et son prédécesseur Akhraten. Il est le dernier roi koushite à être enterré au cimetière royal de Napata.
Son règne est essentiellement connu par une stèle de 1,63 m, découverte à Dongola, aujourd'hui visible au Musée d'histoire naturelle de Berlin, et probablement placée, à l'origine, dans le temple d'Amon au Gebel Barkal. On y voit le roi avec son épouse et sa mère. Durant son règne, Nastasen a affronté une invasion du royaume de Koush, depuis la Haute-Égypte. Le chef de cette invasion est nommé « Kambasouten » par les documents kouchites. Il s'agit probablement ici d'une variante locale du nom de Khababash. L'invasion égyptienne a été un échec et Nastasen a affirmé avoir pris de nombreux bateaux et autres butins lors de sa victoire.

## Sépulture
La tombe de Nastasen fait partie de la nécropole de Nouri. Située sous une pyramide, la pyramide Nu 15, et noyée par la montée des eaux du Nil, elle doit être fouillée par des archéologues utilisant des méthodes archéologiques sous-marines.